# Roman Klus
Roman Klus (ur. 24 października 1922 we Lwowie, zm. 7 maja 2005 w Opolu) – polski mechanik, specjalizujący się w mechanice technicznej i stereomechanice; nauczyciel akademicki związany z uczelniami w Gliwicach i Opolu.

## Życiorys

### Młodość i edukacja
Urodził się w 1922 roku jako drugie dziecko Jana Jerzego Klusa, urzędnika pracującego na Polskich Kolejach Państwowych oraz jego żony Alicji, z domu Ranolt. W 1935 roku ukończył szkołę powszechną, a następnie kontynuował naukę w III Państwowym Gimnazjum im. Stefana Batorego we Lwowie. Do wybuchu II wojny światowej ukończył w nim cztery klasy. W czasie okupacji radzieckiej pobierał nauki w Szkole Średniej nr 14 (dawne VIII Gimnazjum), którą ukończył w 1941 roku. Następnie podczas niemieckiej okupacji w latach 1941–1944 pracował jako monter w Miejskich Zakładach Wodociągowych we Lwowie. W 1944 roku podjął studia na Wydziale Mechanicznym Lwowskiego Instytutu Politechnicznego, zaliczając w szkole tej dwa lata studiów.
W 1946 roku w ramach repatriacji znalazł się na Górnym Śląsku, gdzie kontynuował studia mechaniczne na Politechnice Śląskiej w Gliwicach. Jeszcze w czasie studiów został zatrudniony na tej uczelni jako młodszy asystent w Katedrze Mechaniki Technicznej kierowanej przez prof. Włodzimierza Burzyńskiego. Ponadto w 1948 roku rozpoczął pracę w Biurze Projektów Przemysłu Hutniczego „Biprohut” i w jej ramach wykonał pracę dyplomową pt. Bilans energetyczny pieca martenowskiego, którą obronił w 1951 roku, uzyskując tytuł zawodowy magistra inżyniera mechanika o specjalności energetyczno-ruchowej.

### Praca na Politechnice Śląskiej
W Katedrze Mechaniki Politechniki Śląskiej Roman Klus pracował do 1966 roku, przechodząc tam przez kolejne szczeble kariery nauczyciela akademickiego: asystenta, starszego asystenta, wykładowcy i adiunkta. Na to ostatnie stanowisko został powołany w 1962 roku po uzyskaniu stopnia naukowego doktora nauk technicznych w dziedzinie mechaniki na podstawie rozprawy nt. Poślizg sprężysty w połączeniach skurczowych wieńców kół zębatych, której promotorem był doc. dr inż. Ludwik Müller.

### Praca na WSI w Opolu
Po utworzeniu Wyższej Szkoły Inżynieryjnej w Opolu w 1966 roku znalazł na niej zatrudnienie jako starszy wykładowca. Z opolskim środowiskiem akademickim związał się jednak już kilka lat wcześniej, wykładając na tamtejszym Punkcie Konsultacyjnym Politechniki Śląskiej. Za namową pierwszego rektora WSI – doc. Rościsława Oniszczyka, objął posadę dziekana nowo powstałego Wydziału Ogólnotechnicznego. Jednocześnie kierował Zespołem Mechaniki Technicznej na tymże wydziale. Jego dziełem była organizacja od podstaw tej jednostki dydaktycznej, której głównym celem było przygotowywanie studentów, w zakresie przedmiotów podstawowych, do kontynuacji studiów na Wydziałach: Elektrycznym, Mechanicznym oraz Budownictwa. Stanowisko dziekana sprawował do 1968 roku, czyli rozwiązania tej jednostki.
W 1968 roku został mianowany docentem etatowym. Ponadto objął funkcję prodziekana Wydziału Budownictwa Lądowego, ściśle współpracując z jego dziekanem doc. Henrykiem Todorem. W 1970 roku został kierownikiem Zakładu Podstaw Konstrukcji Maszyn, który działał w ramach Wydziału Mechanicznego WSI. W tym czasie kierował licznymi pracami naukowo-badawczymi, których wyniki zastosowane zostały w przemyśle województwa opolskiego.
W 1991 roku przeszedł na emeryturę, jednak do 2000 roku pozostawał w stałym kontakcie z opolską uczelnią techniczną, prowadząc nadal seminaria dyplomowe oraz współpracując w badaniach naukowych. Zmarł w 2005 roku i został pochowany na cmentarzu w Opolu-Półwsi.

## Dorobek naukowy i odznaczenia
Roman Klus był autorem kilkudziesięciu prac naukowych, które ukazały się w czasopismach krajowych i zagranicznych. Pod jego promotorstwem wykonane zostały dwie prace doktorskie.
Za swoją działalność naukową, dydaktyczną i społeczną był wielokrotnie nagradzany, w tym czterokrotnie nagrodami rektora (1982, 1986, 1988, 1989) oraz odznaczony Srebrnym Krzyżem Zasługi (1971), Złotym Krzyżem Zasługi (1975), Odznaką Zasłużonemu Opolszczyźnie (1981), Medalem Komisji Edukacji Narodowej (1982), Krzyżem Kawalerskim Orderu Odrodzenia Polski (1983), uhonorowany Medalem 40-lecia PRL (1984) oraz Medalem Pamiątkowym WSI (1986).